# Opsilia coerulescens
Opsilia coerulescens — вид жесткокрылых из семейства усачей.

## Развитие
Кормовыми растениями являются синяки (Echium) видов: синяк обыкновенный (Echium vulgare) и синяк итальянский (Echium italicum).

## Подвиды
- Phytoecia coerulescens coerulescens (Scopoli, 1763)
- Phytoecia coerulescens cretensis Breuning, 1947